# Euryestola morotinga
Euryestola morotinga är en skalbaggsart som beskrevs av Maria Helena M. Galileo och Martins 1997. Euryestola morotinga ingår i släktet Euryestola och familjen långhorningar. Inga underarter finns listade i Catalogue of Life.